# Jerzy Radko
Jerzy Radko – polski urzędnik państwowy i menedżer, w 1996 podsekretarz stanu w Ministerstwie Gospodarki Przestrzennej i Budownictwa.

## Życiorys
Od 15 marca do 31 maja 1996 pełnił funkcję wiceministra gospodarki przestrzennej i budownictwa. Od sierpnia 1996 do 1999 zajmował stanowisko p.o. prezesa i później prezesa Banku Rozwoju Budownictwa Mieszkaniowego.